# إقليم العاصمة الأسترالية
إقليم العاصمة الأسترالية هو إقليم يقع في جنوب شرق أستراليا ويحيط به ولاية نيوساوث ويلز. كما يشكل أصغر ولاية قضائية في البلاد وتحتضن العاصمة كانبرا.

## المناخ
يظهر الجدول التالي التغييرات المناخية على مدار السنة لإقليم العاصمة الأسترالية:
- "Special climate statement 36 – Unseasonal cold in southeast Australia" (PDF). Bureau of Meteorology. 13 يناير 2012. مؤرشف من الأصل (PDF) في 2023-04-04. اطلع عليه بتاريخ 2014-09-04.
- "ACT in September 2012". Bureau of Meteorology. 2 أكتوبر 2012. مؤرشف من الأصل في 2023-04-05. اطلع عليه بتاريخ 2014-09-04.
- "ACT in December 2012". Bureau of Meteorology. 2 يناير 2013. مؤرشف من الأصل في 2023-04-05. اطلع عليه بتاريخ 2014-09-04.
- "Special Climate Statement 43 – extreme heat in January 2013" (PDF). Bureau of Meteorology. 1 فبراير 2013. مؤرشف من الأصل (PDF) في 2023-07-18. اطلع عليه بتاريخ 2013-02-02.
- "ACT in October 2013". Bureau of Meteorology. 1 نوفمبر 2013. مؤرشف من الأصل في 2023-04-06. اطلع عليه بتاريخ 2014-09-04.

</ref>; text-align:center; line-height: 1.2em; margin:auto;"
| البيانات المناخية لـإقليم العاصمة الأسترالية | البيانات المناخية لـإقليم العاصمة الأسترالية | البيانات المناخية لـإقليم العاصمة الأسترالية | البيانات المناخية لـإقليم العاصمة الأسترالية | البيانات المناخية لـإقليم العاصمة الأسترالية | البيانات المناخية لـإقليم العاصمة الأسترالية | البيانات المناخية لـإقليم العاصمة الأسترالية | البيانات المناخية لـإقليم العاصمة الأسترالية | البيانات المناخية لـإقليم العاصمة الأسترالية | البيانات المناخية لـإقليم العاصمة الأسترالية | البيانات المناخية لـإقليم العاصمة الأسترالية | البيانات المناخية لـإقليم العاصمة الأسترالية | البيانات المناخية لـإقليم العاصمة الأسترالية | البيانات المناخية لـإقليم العاصمة الأسترالية |
| الشهر                                        | يناير                                        | فبراير                                       | مارس                                         | أبريل                                        | مايو                                         | يونيو                                        | يوليو                                        | أغسطس                                        | سبتمبر                                       | أكتوبر                                       | نوفمبر                                       | ديسمبر                                       | المعدل السنوي                                |
| -------------------------------------------- | -------------------------------------------- | -------------------------------------------- | -------------------------------------------- | -------------------------------------------- | -------------------------------------------- | -------------------------------------------- | -------------------------------------------- | -------------------------------------------- | -------------------------------------------- | -------------------------------------------- | -------------------------------------------- | -------------------------------------------- | -------------------------------------------- |
| [بحاجة لمصدر]                                |                                              |                                              |                                              |                                              |                                              |                                              |                                              |                                              |                                              |                                              |                                              |                                              |                                              |